# Томасбург
Томасбург (њем. Thomasburg) општина је у њемачкој савезној држави Доња Саксонија. Једно је од 43 општинска средишта округа Линебург. Према процјени из 2010. у општини је живјело 1.297 становника. Посједује регионалну шифру (AGS) 3355036.

## Географски и демографски подаци
Томасбург се налази у савезној држави Доња Саксонија у округу Линебург. Општина се налази на надморској висини од 54 метра. Површина општине износи 26,7 km². У самом мјесту је, према процјени из 2010. године, живјело 1.297 становника. Просјечна густина становништва износи 49 становника/km².